# Ruth Chepngetichová
Ruth Chepngetichová (* 8. srpna 1994) je keňská atletka, která se věnuje maratonskému běhu, mistryně světa z roku 2019.

## Sportovní kariéra
První maraton běžela v roce 2017 v Istanbulu, zvítězila časem 2:22:36. Jejím největším úspěchem je zatím titul mistryně světa na této trati z roku 2019.
Na Chicagském maratonu vylepšila 13. října 2024 světový rekord výkonem 2:09:56 hodiny.
V červenci 2025 jí byla provizorně pozastavena činnost, poté co laboratorní testy odhalily v jejím těle přítomnost diuretika hydrochlorothiazid.